# A Torah Viva
A tradução A Torah Viva, é baseada na The Living Torah publicada originalmente pelo Rabino Aryeh Kaplan.
A versão em português (2001) foi traduzida por Adolpho Wasserman. Este livro traz o texto hebraico tradicional em conjunto com a tradução em português, além de comentários e as Haftarot.